# Xian de Qishan
Pour les articles homonymes, voir Qishan.
Le xian de Qishan (岐山县 ; pinyin : Qíshān Xiàn) est un district administratif de la province du Shaanxi en Chine. Il est placé sous la juridiction de la ville-préfecture de Baoji.

## Démographie
La population du district était de 450 826 habitants en 1999.